# سيندي ويلسون
سيندي ويلسون (بالإنجليزية: Cindy Wilson)‏ هي موسيقية وكاتبة غنائية أمريكية، ولدت في 28 فبراير 1957 في أثينا في الولايات المتحدة.

## وصلات خارجية
- سيندي ويلسون على موقع IMDb (الإنجليزية)
- سيندي ويلسون على موقع ميوزك برينز (الإنجليزية)
- سيندي ويلسون على موقع إن إن دي بي (الإنجليزية)
- سيندي ويلسون على موقع أول ميوزيك (الإنجليزية)
- سيندي ويلسون على موقع ديسكوغز (الإنجليزية)